# Sainte-Foy-d’Aigrefeuille
Sainte-Foy-d’Aigrefeuille ist eine französische Gemeinde mit 2.512 Einwohnern (Stand: 1. Januar 2022) im Département Haute-Garonne  in der Region Okzitanien. Sie gehört zum Arrondissement Toulouse und zum Kanton Escalquens. Die Einwohner werden Saint-Foyens genannt.

## Geographie
Sainte-Foy-d’Aigrefeuille liegt etwa 14 Kilometer südöstlich von Toulouse in der Landschaft Lauragais an der Saune. Umgeben wird Sainte-Foy-d’Aigrefeuille von den Nachbargemeinden Aigrefeuille im Nordwesten und Norden, Drémil-Lafage und Saint-Pierre-de-Lages im Norden, Lanta im Nordosten und Osten, Préserville im Südosten und Süden, Odars im Süden, Auzielle im Südwesten und Westen sowie Lauzerville im Westen und Nordwesten.

## Bevölkerungsentwicklung
| Jahr                       | 1962 | 1968 | 1975 | 1982 | 1990 | 1999 | 2006 | 2012 | 2020 |
| Einwohner                  | 249  | 280  | 272  | 322  | 688  | 1631 | 1886 | 1994 | 2312 |
| Quellen: Cassini und INSEE |      |      |      |      |      |      |      |      |      |

## Sehenswürdigkeiten

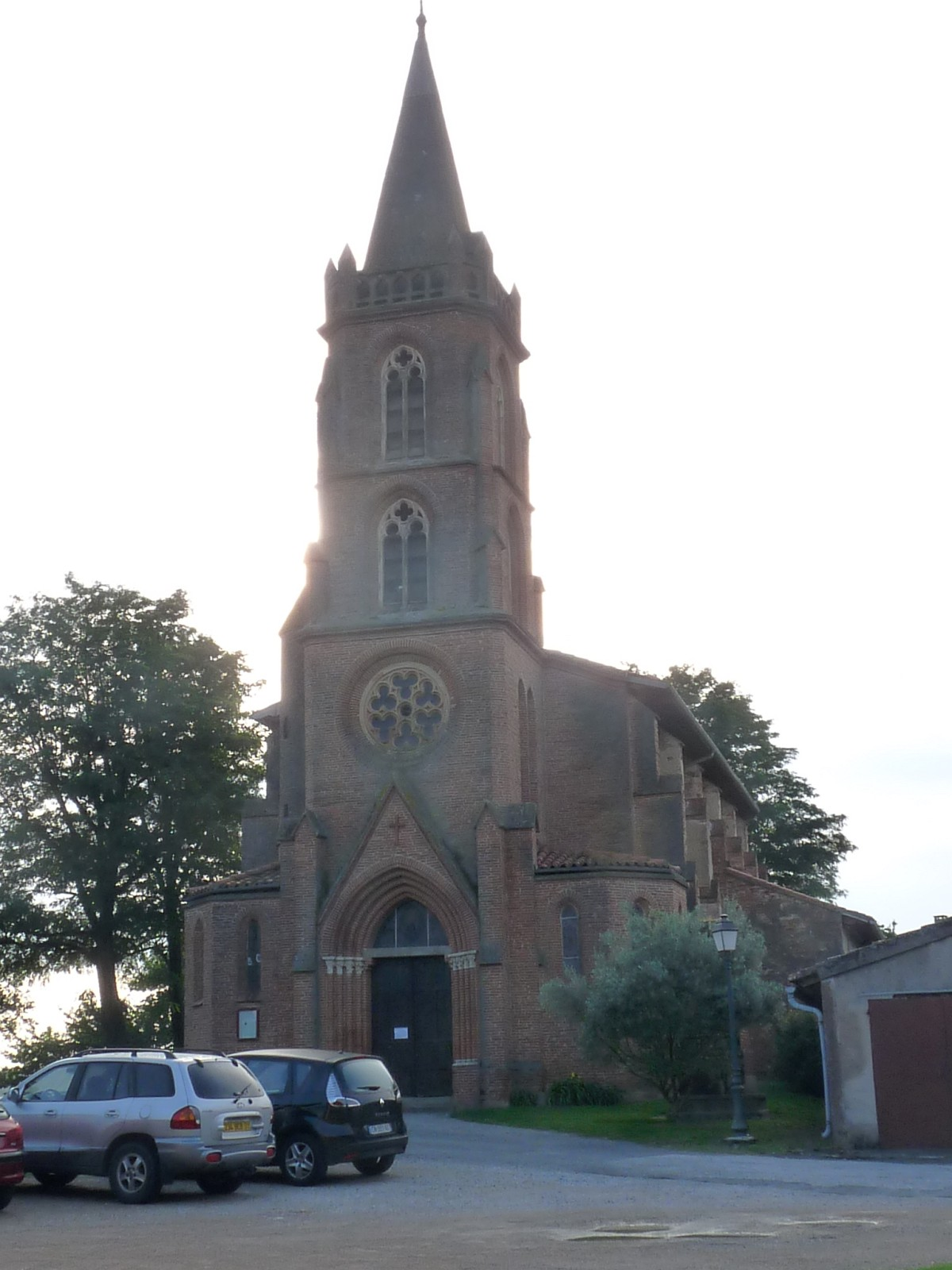
Kirche Sainte-Foy
- Altes Schloss
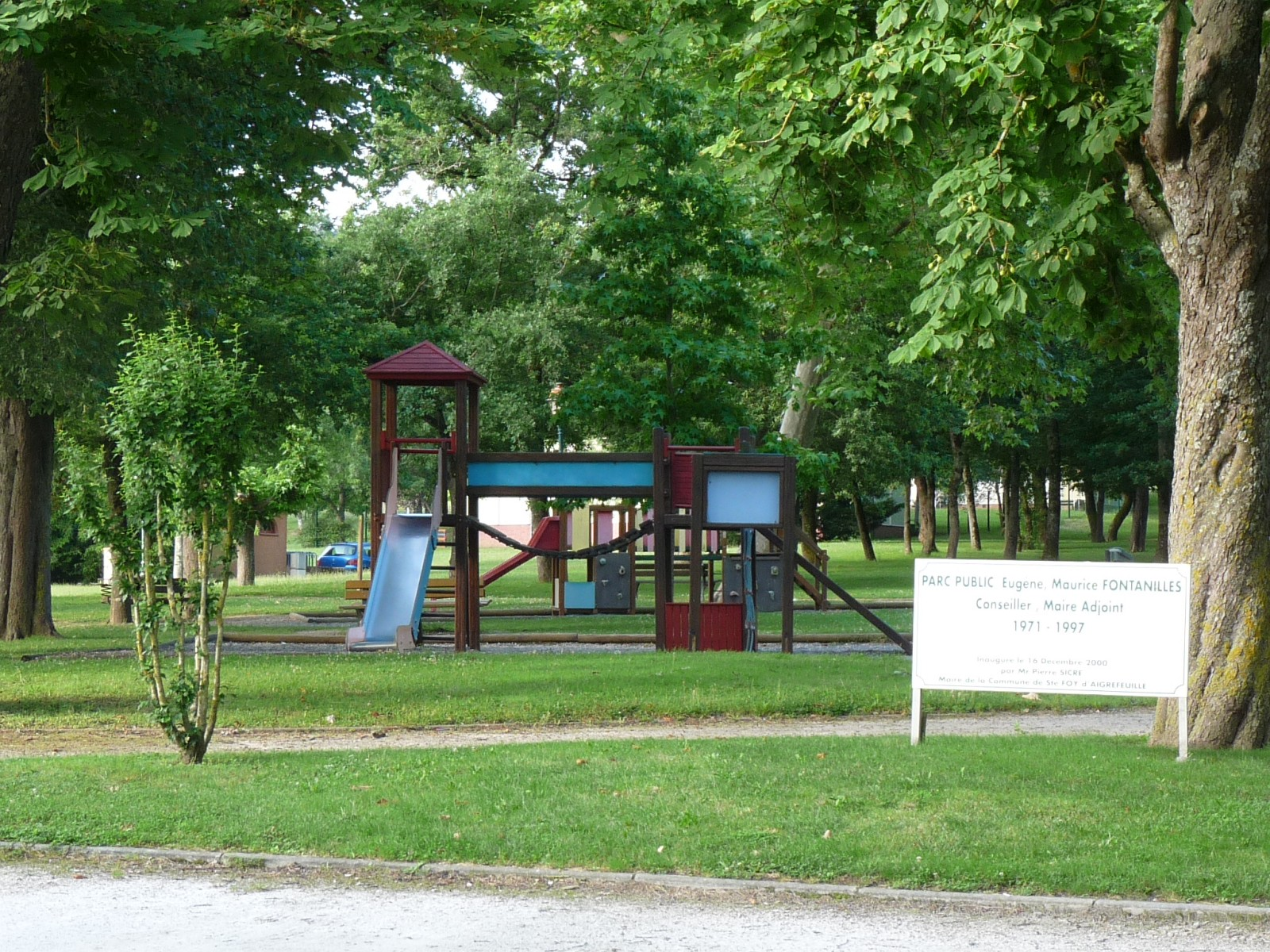
Park Eugène-Maurice Fontanille
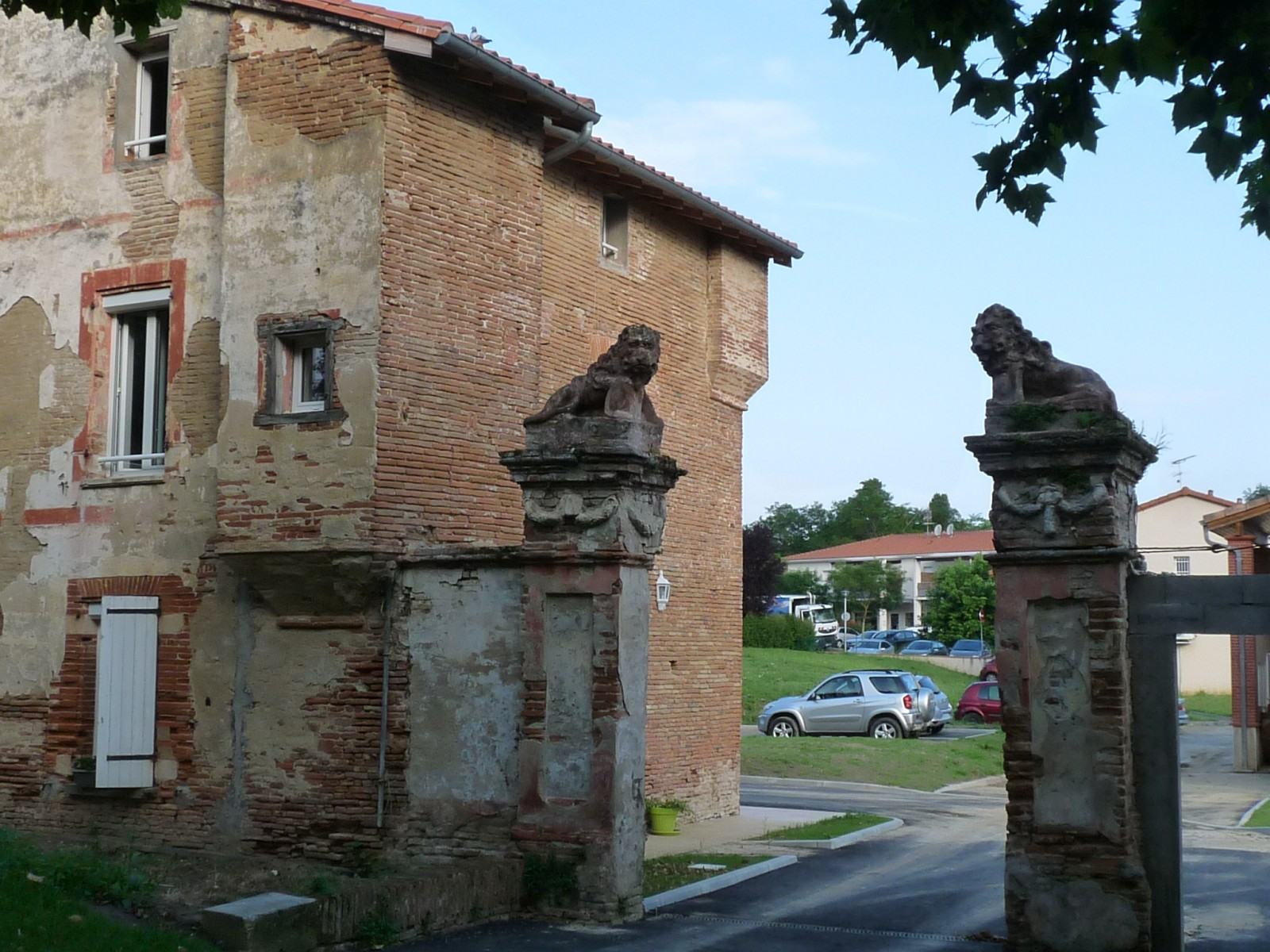
Eingang zum alten Schloss

- Kirche Sainte-Foy
- Park Eugène-Maurice Fontanille
- Eingang zum alten Schloss